# Lessard-et-le-Chêne
Lessard-et-le-Chêne település Franciaországban, Calvados megyében. Lakosainak száma 155 fő (2022. január 1.). Lessard-et-le-Chêne Le Mesnil-Eudes, Le Mesnil-Simon, Saint-Germain-de-Livet, Livarot-Pays-d'Auge és Mézidon-Vallée-d’Auge községekkel határos.

## Népesség
A település népességének változása:
| Lakosok száma | 255  | 189  | 176  | 159  | 154  | 155  | 158  | 160  | 159  | 155  |
|               | 1968 | 1982 | 1990 | 2006 | 2013 | 2015 | 2017 | 2019 | 2020 | 2022 |